# Prise d'otages du théâtre de Moscou
Pour les articles homonymes, voir Attentat de Moscou.
La prise d'otages du théâtre de Moscou est une prise d'otages en Russie effectuée par une quarantaine de terroristes tchétchènes, qui retiennent 912 spectateurs pendant la comédie musicale destinée à la jeunesse Nord-Ost, du 23 au 26 octobre 2002 au théâtre Doubrovka de Moscou, à environ quatre kilomètres au sud-est du Kremlin. Ils réclament le départ des troupes russes de Tchétchénie et la fin de la seconde guerre de Tchétchénie.
Au matin du quatrième jour de la prise d’otages, les forces spéciales russes injectent un gaz incapacitant dans le système d'évacuation de l'air, puis donnent l'assaut et tuent la totalité des terroristes. 130 otages périssent au cours de cet événement, 124 à cause du gaz et 6 tués par les terroristes.
Après l’événement, de nombreuses hypothèses sont émises sur la nature du gaz paralysant utilisé lors de l’assaut. En 2010, selon un sondage, 74 % des Russes ne font pas confiance à la version officielle donnée par le gouvernement de l’événement.

## Préliminaires
Mi-octobre 2002, l'indépendantiste tchétchène Aslan Maskhadov donne une interview à l'AFP évoquant la radicalisation de son mouvement et l'annonce d'une opération, sans en préciser le moyen d'action.

## Prise d'otage

### Début de la prise d’otage
La prise d’otage commence le 23 octobre au théâtre Doubrovka à Moscou, construit en 1974 et qui accueillait initialement un palais de la culture, à environ quatre kilomètres au sud-est du Kremlin. Au cours du second acte d'une représentation à guichets fermés de la comédie musicale Nord-Ost, peu après 21 heures, 50 terroristes, 32 hommes et 18 femmes fortement armés et masqués se sont rendus en 3 minibus jusqu'au théâtre et sont entrés dans le hall principal en tirant en l’air avec des fusils d'assaut. Ils sont arrivés en possession de plus de 100 kg d'explosifs, environ 100 grenades à mains, 3 bombes lourdes, 18 fusils d'assaut Kalachnikov et 20 pistolets.
Des Tchétchènes dont certains membres de la Brigade islamique internationale, en noir et en tenue de camouflage prennent en otage 912 personnes, y compris des membres du public et des artistes interprètes, dont un général du ministère de l'Intérieur russe. La réaction des spectateurs à l'intérieur du théâtre à l'annonce de l'attaque terroriste sur le théâtre n'a pas été uniforme : certaines personnes sont restées calmes, d'autres ont réagi de façon hystérique et d'autres se sont évanouies. Certains artistes qui se reposaient dans les coulisses se sont échappés par une fenêtre ouverte et ont appelé la police. Au total, quelque 90 personnes ont réussi à fuir le bâtiment ou à se cacher.
Le chef du groupe tchétchène a déclaré aux otages que les assaillants (qui s’étaient identifiés comme un groupe suicide de la « 29e division ») n’auraient aucune rancune envers les ressortissants étrangers (environ 75 personnes originaires de 14 pays, dont l’Australie, l’Allemagne, les Pays-Bas, l’Ukraine, le Royaume-Uni et les États-Unis, sur les plus de 900 otages) et aurait promis de libérer toute personne présentant un passeport étranger.

### Revendication des preneurs d'otage
Les hommes armés étaient dirigés par Movsar Baraïev (en), neveu du commandant de la milice rebelle tchétchène tué l’année précédente, Arbi Baraïev, et ont menacé d'exécuter les otages si les forces russes n'étaient pas immédiatement et inconditionnellement retirées de la Tchétchénie. Ils ont dit que le délai était d'une semaine, après quoi ils commenceraient à tuer les otages.
Les médias ont acquis une déclaration sur bande vidéo dans laquelle les hommes armés ont déclaré leur volonté de mourir pour leur cause. La déclaration contenait le texte suivant :

« Chaque nation a droit à son destin. La Russie a enlevé ce droit aux Tchétchènes et nous voulons aujourd'hui récupérer ces droits : ce qu'Allah nous a donné, de la même manière, il l'a donné à d'autres nations. Allah nous a donné le droit à la liberté et le droit de choisir notre destin. Et les occupants russes ont inondé notre pays du sang de nos enfants. Et nous aspirons à une solution juste. Les gens ignorent les innocents qui meurent en Tchétchénie : les cheikhs, les femmes, les enfants et les faibles. Et par conséquent, nous avons choisi cette approche. Cette approche concerne la liberté du peuple tchétchène et il n'y a pas de différence en ce qui concerne le lieu de notre décès et nous avons donc décidé de mourir ici, à Moscou. Et nous emmènerons avec nous la vie de centaines de pécheurs. Si nous mourons, d'autres viendront nous suivre, nos frères et sœurs prêts à sacrifier leur vie, à la manière d'Allah, pour libérer leur nation. Nos nationalistes sont morts mais des gens ont dit qu’ils étaient des terroristes et des criminels. Mais la vérité est que la Russie est le vrai criminel. »

Sergueï Iastrjembski, assistant du Kremlin, a déclaré : « Lorsqu'ils ont appris que le retrait des troupes était irréaliste dans un court laps de temps, qu'il s'agissait d'un très long processus, les terroristes ont demandé à retirer les troupes russes de n'importe où en République de Tchétchénie. Sans préciser de quel domaine il s'agissait ». Les preneurs d'otages ont exigé la cessation de l'utilisation des forces d'artillerie et des forces aériennes en Tchétchénie à partir du lendemain (les forces russes ont cessé d'utiliser des armes lourdes jusqu'au 28 septembre), un arrêt des opérations notoires de zatchistka (« opération de nettoyage ») et le président Vladimir Poutine devrait déclarer publiquement qu’il s’efforçait d’arrêter la guerre en Tchétchénie. Au moment de la prise d’otages, le conflit en Tchétchénie faisait au moins trois morts chaque jour.
Des conversations téléphoniques entre les otages bloqués dans le bâtiment et les membres de leurs familles ont révélé que les preneurs d’otages avaient des grenades, des mines et des engins explosifs improvisés attachés à leur corps et qu’ils avaient déployé davantage d’explosifs sur le théâtre. Les preneurs d'otages utilisaient des noms arabes entre eux et les femmes terroristes portaient des vêtements de niqab de style arabe, ce qui est très inhabituel dans la région du Caucase du Nord.

## Chronologie
- 23 octobre 2002 :
  - 21 h 15 : prétendant avoir fait allégeance au mouvement séparatiste en Tchétchénie, des terroristes en tenue de camouflage font irruption dans le théâtre, exigeant le retrait des forces russes de Tchétchénie et la fin de la Seconde guerre de Tchétchénie. Le siège est officiellement dirigé par Movsar Baraïev (en), 22 ans, neveu d'Arbi Baraïev, qui menace de faire sauter tout le bâtiment.
- 24 octobre :
  - 0 h 15 : tentative officielle d'entrer en contact avec les terroristes du député du parlement de Tchétchénie, Aslambek Aslakhanov.
  - 2 h 20 : les terroristes libèrent 17 personnes.
  - 3 h à 9 h : les forces spéciales russes tentent en vain d'établir le contact.
  - 5 h : les terroristes abattent une femme qui est rentrée dans la salle et qu'ils ont cru être une espionne alors que c'était une vendeuse qui avait bu.
  - 9 h 30 : arrivée de diplomates étrangers devant le théâtre pour tenter de négocier.
  - 11 h 30 à 12 h 20 : les terroristes demandent la présence pour les négociations de Boris Nemtsov, Irina Khakamada, Grigori Iavlinski et Anna Politkovskaïa.
  - 13 h : au nom de la Croix-Rouge, le député de la Douma Yosif Kobzon et le médecin Leonid Rochal pénètrent dans le théâtre pour négocier. Ils en font sortir une femme et trois enfants.
  - 15 h : Yosif Kobzon et Irina Khakamada reprennent les négociations.
  - 18 h 30 : deux femmes réussissent à se sauver, elles sont blessées par les terroristes au cours de leur fuite.
  - 19 h : la chaîne qatarienne Al Jazeera présente les revendications de Movsar Baraïev écrites quelques jours auparavant.

- 25 octobre :

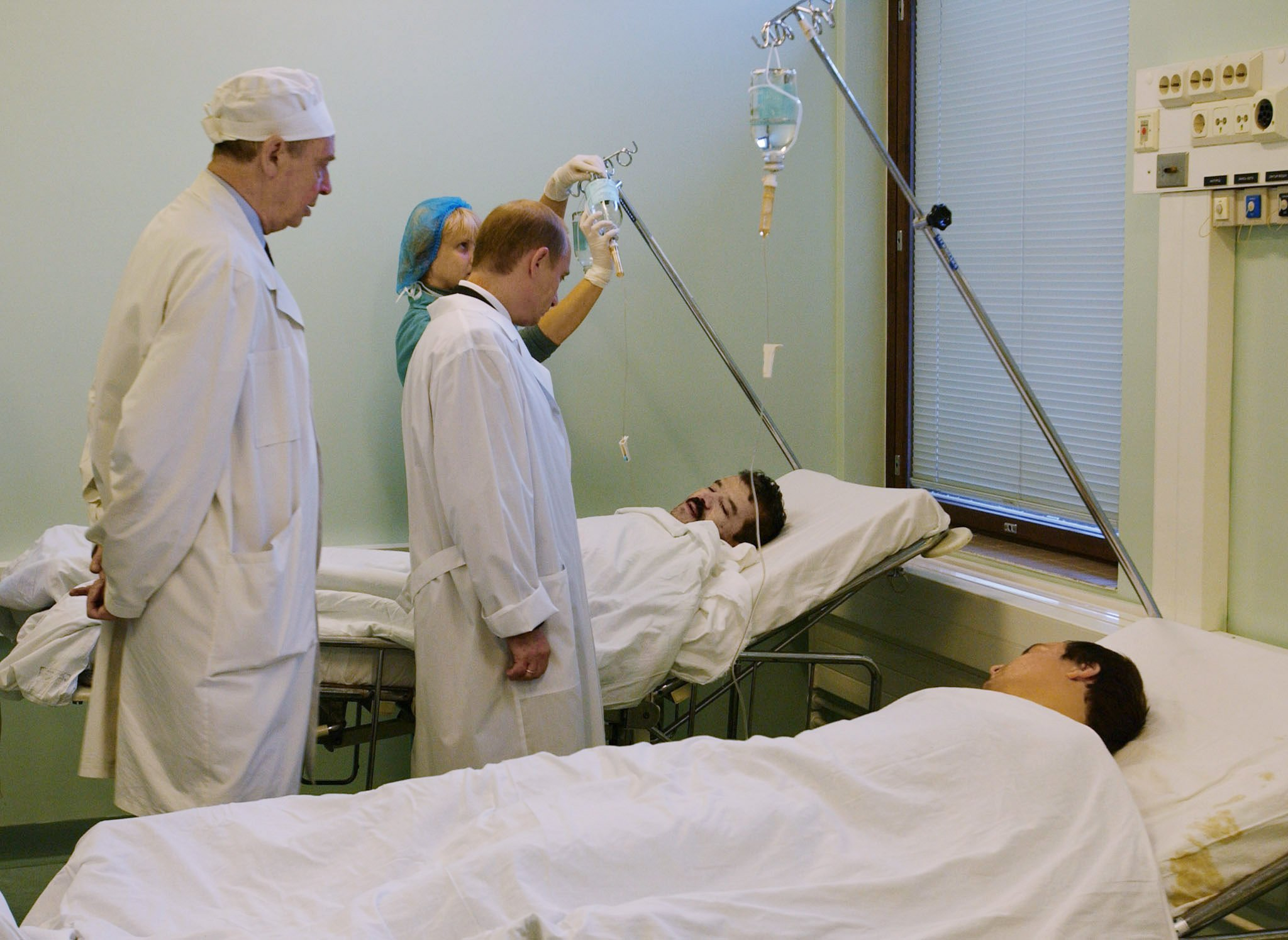
Le président russe Vladimir Poutine rendant visite à un rescapé, le 26 octobre 2002.

  - 1 h : les terroristes permettent au docteur Rochal de pénétrer dans le théâtre pour évaluer l'aide médicale aux otages.
  - 5 h 30 à 6 h 30 : sept personnes sont relâchées.
  - 11 h 30 à 12 h 30 : huit enfants sont relâchés.
  - 15 h : au Kremlin, le président russe Vladimir Poutine continue les discussions avec les services spéciaux et le Service fédéral de sécurité de la fédération de Russie (FSB). Il promet la vie sauve aux terroristes s'ils relâchent les otages.
  - 20 h à 21 h : tentative d'entrer en contact avec les terroristes de la part de la chanteuse Alla Pougatcheva, de Rouslan Aouchev et de l'ancien Premier ministre Evgueni Primakov.
  - 21 h 50 : Les terroristes relâchent trois femmes et un homme.
- 26 octobre :
  - 5 h 30 : trois détonations se font entendre, ainsi que des tirs à l'arme automatique. Les forces spéciales prennent d'assaut le bâtiment.
  - 5 h 45 : les terroristes, selon les informations officielles, ont tué deux otages et en ont blessé deux autres.
  - 6 h 20 : des tirs se poursuivent, deux otages parviennent à s'enfuir.
  - 6 h 30 à 6 h 45 : des dizaines de véhicules de secours, d'ambulances et d'autocars entourent le bâtiment. Peu après, les otages sont évacués.
  - 7 h 25 : le conseiller du président, Sergueï Iastrjembski, déclare que l'opération de libération des otages est terminée.
  - 8 h : Vladimir Vassiliev, du ministère des Affaires étrangères, déclare que 36 preneurs d'otages ont été tués, que 67 otages sont morts et que 750 ont été libérés.

## Conséquences
Des personnes ayant perdu connaissance sont évacuées par autocars. Un des producteurs de Nord-Ost, Alexandre Tsekalo, déclare que ces personnes sont « épuisées ». Après deux journées et demie de siège, les forces russes de l'OSNAZ  introduisent un agent chimique inconnu dans le système de ventilation du bâtiment et  donnent l'assaut. La presse occidentale émet des critiques du procédé de libération des otages. La télévision russe montre les cadavres de femmes terroristes en voile intégral, ceinturées d'explosifs, et le cadavre de Movsar Baraïev, mais aussi des dizaines d’otages inconscients et morts devant le théâtre à l’extérieur. Les autorités n’ont pas prévu suffisamment de médecins pour sauver les otages inanimés. À treize heures, Vassiliev réaffirme que 67 personnes sont mortes, mais ne parle pas de la mort de cinq enfants. Finalement 119 personnes mourront dans les hôpitaux après leur libération sur les 130 morts.
Ce n'est que plus tard qu'on apprend officiellement que la totalité des terroristes a été tuée par les forces russes, 124 otages, dont neuf étrangers, par le gaz et 6 otages par les terroristes. Les terroristes sont vraisemblablement tués alors qu'ils sont inconscients. C'est également ultérieurement que le gouvernement des États-Unis dénonce l'action des terroristes et refuse toute légitimité à l'action de Maskhadov. Le 31 octobre, le ministre de la santé russe révèle que le kolokol-1, utilisé sous forme de gaz lors de l'assaut, serait un narcotique opiacé (le fentanyl), un puissant analgésique opioïde 50 à 100 fois plus puissant que la morphine.

## Réactions
Vladimir Poutine, juste après la fin de l'assaut, dit « Nous avons fait l'impossible. Nous avons sauvé des centaines de vies, oui des centaines, de personnes. Nous avons montré que la Russie ne peut pas être mise à genoux. Mais maintenant je veux avant tout m'adresser aux parents et aux proches de ceux qui sont morts. Nous n'avons pas pu sauver tout le monde. Nous demandons pardon ».
En 2010, selon un sondage, 74 % des Russes ne font pas confiance à la version officielle de l’événement donnée par le gouvernement.

## Dans la culture populaire
En 2003, HBO diffuse Terror In Moscow, un documentaire réalisé par Dan Reed. Des interviews d'otages et des images prises à l'intérieur et à l'extérieur du théâtre pendant la crise sont présentées.
En 2004, un documentaire de l'émission Horizon de la BBC a enquêté sur le gaz qui a été injecté dans le théâtre.
La pièce de théâtre de 2006 intitulée In Your Hands est basée sur les événements du siège du théâtre de Moscou. Écrite par Natalia Pelevine, elle a été présentée à Londres au New End Theatre. En avril 2008, Pelevine a déclaré que les autorités russes avaient interdit la pièce après sa première en Russie dans la ville de Makhachkala, la capitale du Dagestan, près de la Tchétchénie.
La pièce We Declare You a Terrorist, écrite par Tim J. Lord et basée sur l'attaque, a été présentée en première au Summer Play Festival de 2009,.
Le jeu de tir à la première personne de 2015 Tom Clancy's Rainbow Six Siege cite la crise et la réponse du FSB comme source d'inspiration pour leur mode de jeu de sauvetage d'otages.
Le film de Christopher Nolan Tenet, sorti en août 2020, commence par un prologue dont les fans et les critiques ont spéculé qu'il est basé sur l'attaque,,,,.
La partie III épisode 6 de la série dramatique espagnole de Netflix La Casa de Papel serait inspirée de cet événement. Elle contient des références parlées à la crise du théâtre et à l'utilisation du gaz halothane, avec une critique de l'indifférence de Poutine face aux destins des otages et des preneurs d'otages. Dans la série, les autorités espagnoles finissent par utiliser du gaz halothane pour assaillir une banque lors d'une prise d'otages[citation nécessaire].
Dans la saison 1 épisode 9 de FBI: International, les autorités bulgares manquent d'utiliser du gaz toxique pour résoudre une prise d'otages terroriste dans un théâtre de Sofia, ce à quoi le Federal Bureau of Investigation, envoyé pour aider les autorités bulgares, s'oppose fermement. La situation est finalement résolue sans que le gaz ne soit déployé.
Un DLC russe pour Postal 2 connu sous le nom de Штопор ЖжОт (Corkscrew Rules) contient une référence à l'attaque, dans une mission où le protagoniste doit se défendre des terroristes et de la police lors d'une attaque dans un théâtre.
Le film de 2020 Conference (Конференция) suit la rescapée de la crise du théâtre Natasha (Natalya Pavlenko) qui retourne au théâtre pour organiser une commémoration, enfin capable d'affronter sa culpabilité de survivante et sa fille et son mari éloignés.